# ムブーベ
ムブーベまたはンブーベ（英：Mbube）は、南アフリカの音楽の種類である。南アフリカの音楽グループであるレディスミス・ブラック・マンバーゾで知られている。

## 概要
ムブーベは、ズールー語でライオンを意味していて、力強く大きな声で歌うア・カペラの伝統音楽である。ごく少数の女性歌手もいるが、たいていは男性が歌う。しかし、レディスミス・ブラック・マンバーゾは結成以来、より穏やかな歌声に転換していった。それは、イシカタミアとして知られている。
ジョセフ・シャバララ（レディスミス・ブラック・マンバーゾのリーダー）によると、このスタイルは若いズールー人の男性が仕事をさがすために都市部へ旅立ったあと、共同体としての意識を残すために青年たちがクワイアをつくってムブーベを歌ったことによって生まれたとされている。
この「ムブーベ」という名前は、ソロモン・リンダが1939年に書いた曲「Mbube」からとられた。その曲は、1948年にウィーヴァーズによって「Wimoweh」という名で、さらに1961年にトーケンズによって「ライオンは寝ている」（The Lion Sleeps Tonight）という名で世界的に有名になった。
このスタイルは、南アフリカではまだ人気がある。このスタイルで歌っている主なグループに、Amaryoni などがある。